# YouTube TV
YouTube TV（ユーチューブ ティーヴィー）は、YouTubeが提供するアメリカの有料のテレビ配信プラットフォームである。
アメリカ国内向けのサービスとなっており、サービスを展開していないアメリカ国外では利用不可となっている。

## 概要
2017年2月28日にテレビ番組のストリーミング配信サービスとして開始した。6アカウントまで利用可能としており、それぞれのアカウントごとに機能がカスタマイズされた無制限のクラウドDVR（デジタルビデオレコーダー）を提供しており、テレビ番組を最長9か月保存できる機能や、同時に最大3本までのテレビ番組のストリーミング視聴が可能な機能を提供する。ABCやCBS、FOX、NBC、ESPN等、ケーブルテレビで放送されている多数のチャンネルを提供する。また、ワールドシリーズとNBAファイナルのプレゼンティングパートナーにもなった。
2021年6月28日、新たなプランとして「4K Plus」を開始した。これは、ユーザーからのリクエストが最も多かった機能としており、4K映像コンテンツの配信を提供するプランである。「4K Plus」ではコンテンツのダウンロードによるオフライン再生機能も提供する。ベースプランでは同時に3つまでのストリームまで再生可能となっているが「4K Plus」は家庭内のWi-Fi環境では無制限の再生ストリームとなることにより、複数のユーザーが別々のコンテンツを同時に利用可能としており、これに合わせYouTube TVのアップデートでは5.1chのドルビーデジタルオーディオの提供も開始された。なお、「4K Plus」は追加料金を必要としている。